# 2623 Zech
A 2623 Zech (ideiglenes jelöléssel A919 SA) a Naprendszer kisbolygóövében található aszteroida. Karl Wilhelm Reinmuth fedezte fel 1919. szeptember 22-én.